# Zaitsi (Perm)
Zaitsi (en rus: Зайцы) és un poble del krai de Perm, a Rússia, que en el cens del 2010 tenia 56 habitants.